# San Marino al Festival de la Cançó d'Eurovisió
San Marino ha participat en el Festival de la Cançó d'Eurovisió des del seu debut al Festival de 2008. Després de no aconseguir passar a la final en els seus primers quatre intents, es va classificar per primera vegada en l'edició de 2014. Valentina Monetta va representar San Marino en 2012, 2013, 2014 i 2017, qui va convertir-se en la primera cantant sanmarinesa a participar en tres edicions consecutives. La seva participació en el Festival d'Eurovisió 2017 juntament amb Jimmie Wilson, li va donar el títol de la dona amb més participacions en la història del Festival de la Cançó d'Eurovisió.
San Marino va aconseguir classificar-se a la gran final els anys 2014, 2019, 2021 i 2025, però mai ha estat dins dels deu primers de la llista.

## Història
Al juny de 2007, SMRTV va mostrar el seu interès a participar en el Festival de la Cançó d'Eurovisió en el futur, depenent de l'interès dels accionistes. Cinc mesos després, la cadena sanmarinesa va confirmar la seva participació en el Festival de la Cançó d'Eurovisió 2008.
San Marino, juntament amb la Ciutat del Vaticà, Kosovo (estat parcialment reconegut) i Liechtenstein era un dels quatre únics països situats completament a Europa que no havien participat mai al Festival d'Eurovisió. Finalment, el 21 de novembre de 2007 es va anunciar que el petit país europeu participaria per primera vegada a Belgrad.
San Marino va estar representada en la primera semifinal, el 20 de maig de 2008, pel grup de rock Miodio i la cançó «Complice». Aquests van obtenir l'última posició amb tan sols 5 punts (2 punts d'Andorra i 3 de Grècia). L'any següent, San Marino va decidir retirar-se del Festival d'Eurovisió.
En 2011, amb la tornada d'Itàlia, el país va decidir tornar al certamen després de dos anys sense participar-hi per problemes financers. En aquesta ocasió va ser triada la cantant d'origen eritreu Senit, qui va presentar una balada amb la cançó «Stand by» («Estaré present»). Va participar en la semifinal i no va passar a la final, encara que va millorar el resultat obtingut en l'anterior edició, amb 29 punts atorgats per vuit països. A més, si solament s'hagués tingut en compte la votació del jurat, la cançó s'hagués classificat per a la final en quedar en novè lloc amb 74 punts.
Pel que fa al Festival de 2012, SMRTV va presentar la cançó «Facebook uh, oh, oh (A satirical song)», interpretada per Valentina Monetta. La composició, triada internament, va ser rebutjada per la Unió Europea de Radiodifusió a causa que la seva lletra trencava les normes contra l'ús de marques comercials, en repetir múltiples vegades el nom de l'empresa Facebook. Finalment, SMRTV va presentar una versió del títol sense referències a Facebook titulada «The social network song (oh oh-uh-oh oh)». Va quedar en catorzè lloc en la semifinal, amb 31 punts. Malgrat no haver aconseguit passar a la final, va aconseguir vots de països que mai no havien votat San Marino, com Moldàvia (7 punts) o Montenegro (4 punts).
Així mateix, el país va confirmar la seva participació en el Festival d'Eurovisió de 2013, la quarta al certamen. La seva representant seria de nou Valentina Monetta, amb el tema «Crisalide (Vola)», interpretat en italià. Va participar en la segona semifinal i, encara que era una de les favorites a les cases d'apostes, no va aconseguir classificar-se. San Marino va obtenir l'onzè lloc, amb 47 punts, a tan sols 16 d'arribar a la final de no haver estat per Geòrgia, que va obtenir el lloc 10 amb 63 punts. Així i tot, el director de la SMRTV, Carlo Romeo, va quedar molt satisfet amb el resultat obtingut per l'artista, declarant: "Bravissima Valentina".
El juny de 2013, representants de la televisió del país van confirmar l'assistència de la petita república a l'edició de 2014, a Copenhaguen. Aviat, van anunciar que pensaven insistir amb Valentina Monetta com a representant, la qual cosa es va confirmar el 19 de juny, un fet que va convertir Monetta en la quarta persona a participar tres vegades consecutives en l'esdeveniment. El març de 2014 es va presentar la cançó «Maybe (Forse)» («Potser»), amb la qual va participar en la primera semifinal, el 6 de maig. En aquesta ocasió, San Marino va aconseguir per primera vegada en la seva història la classificació per a la gran final del Festival d'Eurovisió, igual que Montenegro. Finalment, San Marino va quedar en el lloc 24è, amb tan sols 14 punts. En 2015, Michele Perniola i Anita Simoncini van representar el seu país amb el tema «Chain of Lights», però no van passar a la final, ja que van obtenir la 16a posició amb 11 punts.
En 2016, el showman turc Serhat Hacıpaşalıoğlu va representar el país amb «I didn't know», qui es va quedar en 12a posició amb 68 punts en la semifinal. En 2017, a pesar del retorn de Valentina Monetta, aquesta vegada acompanyada per Jimmie Wilson amb la cançó «Spirit of the Night», la petita república tampoc no va aconseguir passar a la final i va obtenir la seva pitjor puntuació amb la 18a posició i un únic punt.
En 2018, San Marino va organitzar la seva primera final nacional, anomenada 1in360 Show, en la qual, artistes de qualsevol país podien enviar les seves propostes per representar el país itàlic. La guanyadora va ser «Who we are», interpretada per la maltesa Jessika Muscat, acompanyada de la rapera Jenifer Brening. A pesar d'això, van obtenir 28 punts i la 17a posició en la segona semifinal a Lisboa.
Després de cinc anys, en 2019, San Marino va classificar-se per a la final per segona vegada en la seva història. L'afortunat va ser Serhat, qui ja havia representat la república feia tres edicions, aquest cop amb el tema «Say Na Na Na». El petit país va aconseguir la 8a posició amb 150 punts en la primera semifinal, mentre que en la final va obtenir el 19è lloc amb 77 punts.

## Participacions
Llegenda
| Any                                   | Seu         | Artista                            | Cançó                     | Final                | Punts                | Semifinal           | Punts               |
| ------------------------------------- | ----------- | ---------------------------------- | ------------------------- | -------------------- | -------------------- | ------------------- | ------------------- |
| 2008                                  | Belgrad     | Miodio                             | «Complice»                | No es va classificar | No es va classificar | 19                  | 5                   |
| No hi va participar entre 2009 i 2010 |             |                                    |                           |                      |                      |                     |                     |
| 2011                                  | Düsseldorf  | Senhit                             | «Stand by»                | No es va classificar | No es va classificar | 16                  | 34                  |
| 2012                                  | Bakú        | Valentina Monetta                  | «The social network song» | No es va classificar | No es va classificar | 14                  | 31                  |
| 2013                                  | Malmö       | Valentina Monetta                  | «Crisalide (Vola)»        | No es va classificar | No es va classificar | 11                  | 47                  |
| 2014                                  | Copenhaguen | Valentina Monetta                  | «Maybe»                   | 24                   | 14                   | 10                  | 40                  |
| 2015                                  | Viena       | Michele Perniola i Anita Simoncini | «Chain of lights»         | No es va classificar | No es va classificar | 16                  | 11                  |
| 2016                                  | Estocolm    | Serhat                             | «I didn't know»           | No es va classificar | No es va classificar | 12                  | 68                  |
| 2017                                  | Kíev        | Valentina Monetta i Jimmie Wilson  | «Spirit of the Night»     | No es va classificar | No es va classificar | 18                  | 1                   |
| 2018                                  | Lisboa      | Jessika Muscat i Jenifer Brening   | «Who We Are»              | No es va classificar | No es va classificar | 17                  | 28                  |
| 2019                                  | Tel-Aviv    | Serhat                             | «Say Na Na Na»            | 19                   | 77                   | 8                   | 150                 |
| 2020                                  | Rotterdam   | Senhit                             | «Freaky!»                 | Festival cancel·lat  | Festival cancel·lat  | Festival cancel·lat | Festival cancel·lat |
| 2021                                  | Rotterdam   | Senhit i Flo Rida                  | «Adrenalina»              | 22                   | 50                   | 9                   | 118                 |
| 2022                                  | Torí        | Achille Lauro                      | «Stripper»                | No es va classificar | No es va classificar | 14                  | 50                  |
| 2023                                  | Liverpool   | Piqued Jacks                       | «Like An Animal»          | No es va classificar | No es va classificar | 16                  | 0                   |
| 2024                                  | Malmö       | Megara                             | «11:11»                   | No es va classificar | No es va classificar | 14                  | 16                  |
| 2025                                  | Basilea     | Gabry Ponte                        | «Tutta l'Italia»          | 26                   | 27                   | 10                  | 46                  |

## Galeria d'Imatges

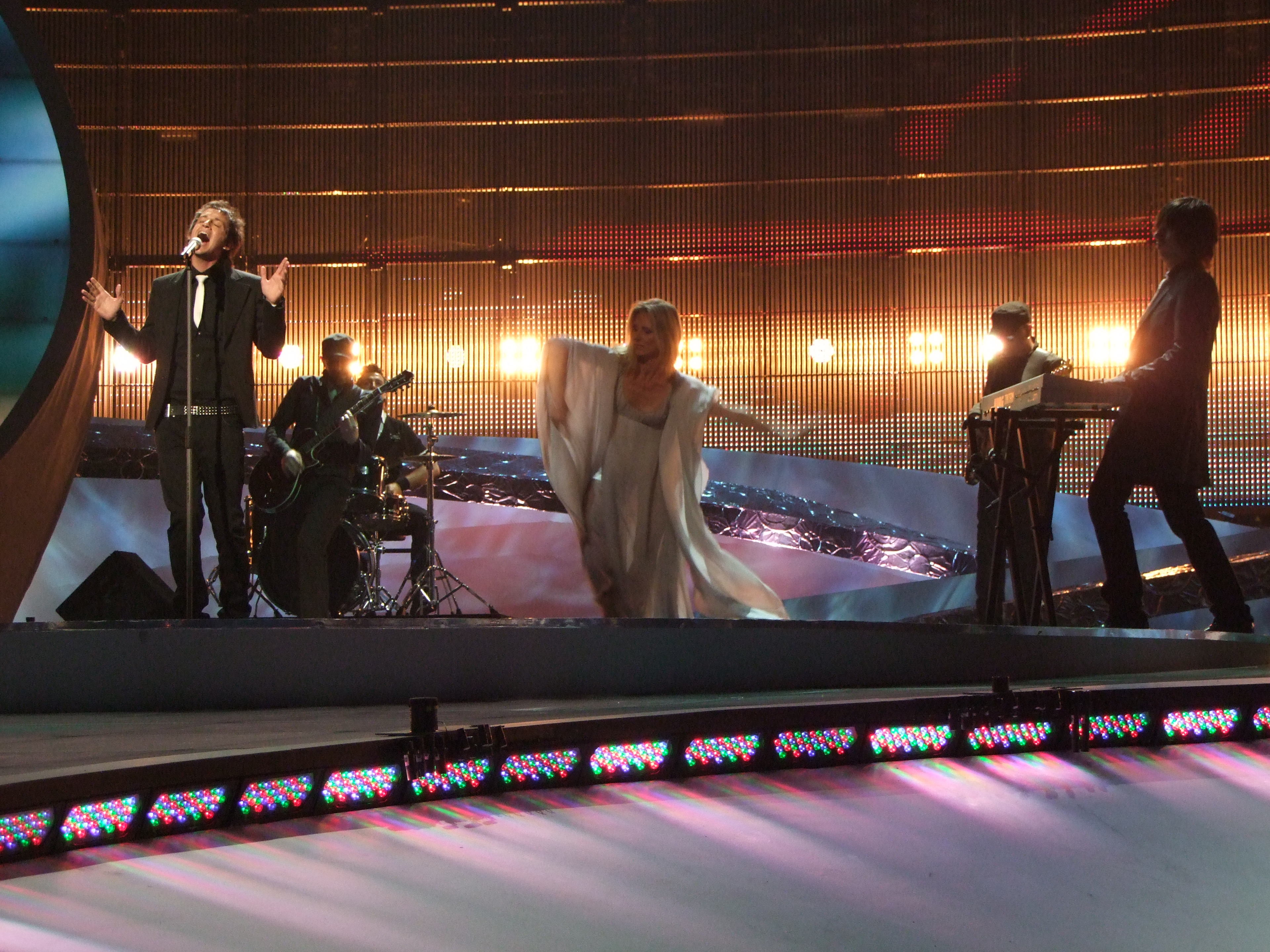
Miodio a Belgrad (2008)
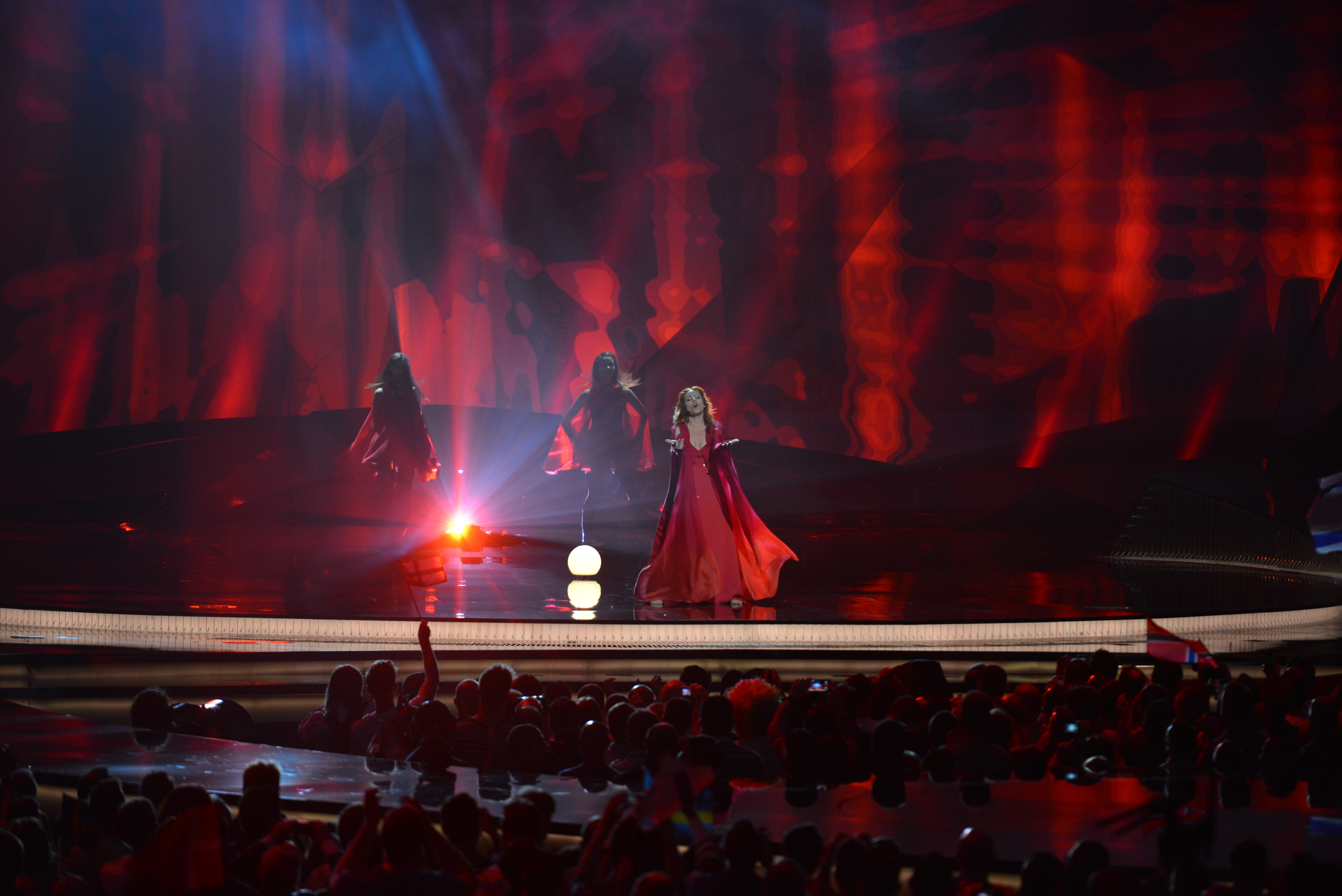
Valentina Monetta a Malmö (2013)
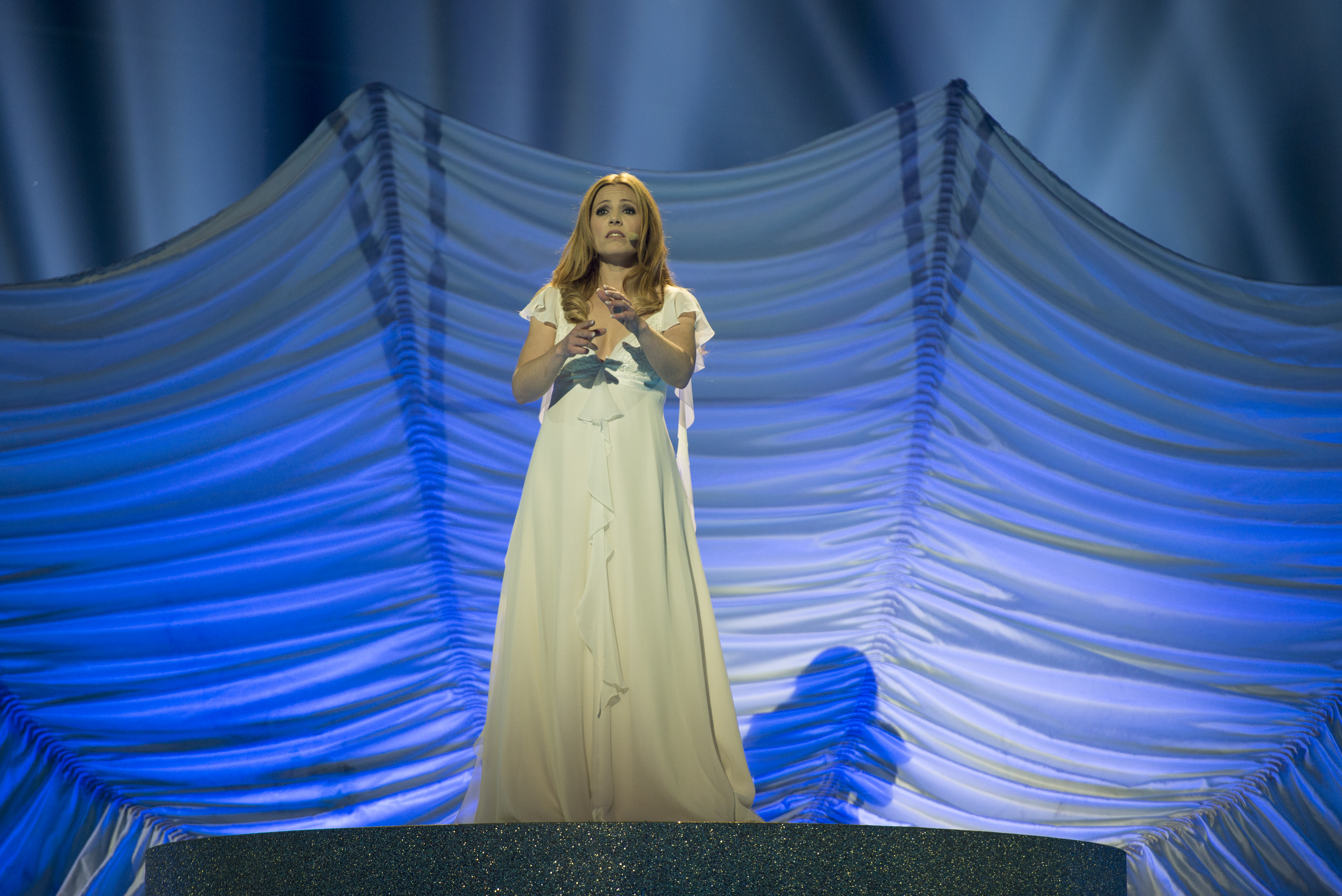
Valentina Monetta a Copenhaguen (2014)
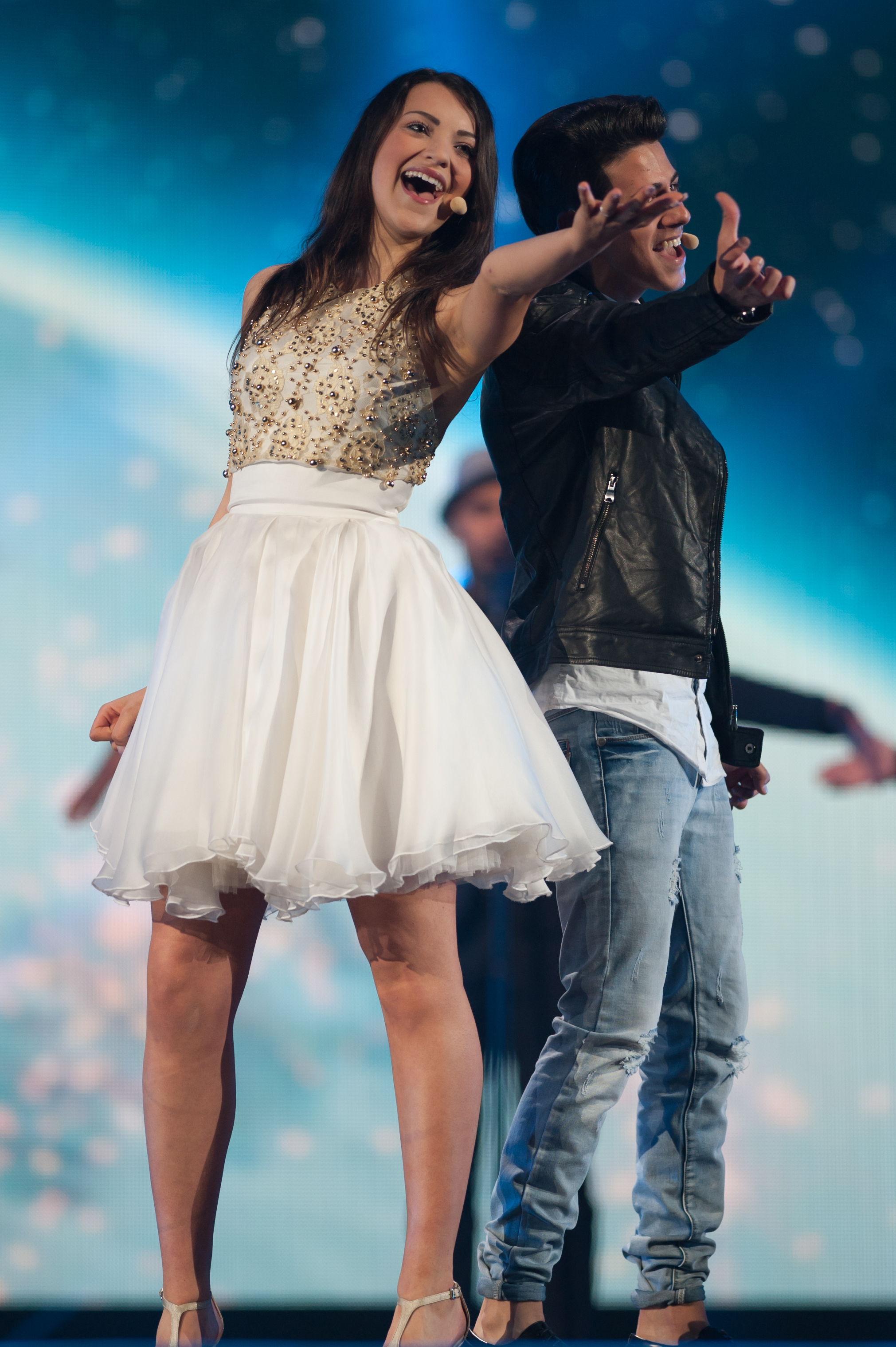
Anita Simoncini i Michele Perniola a Viena (2015)
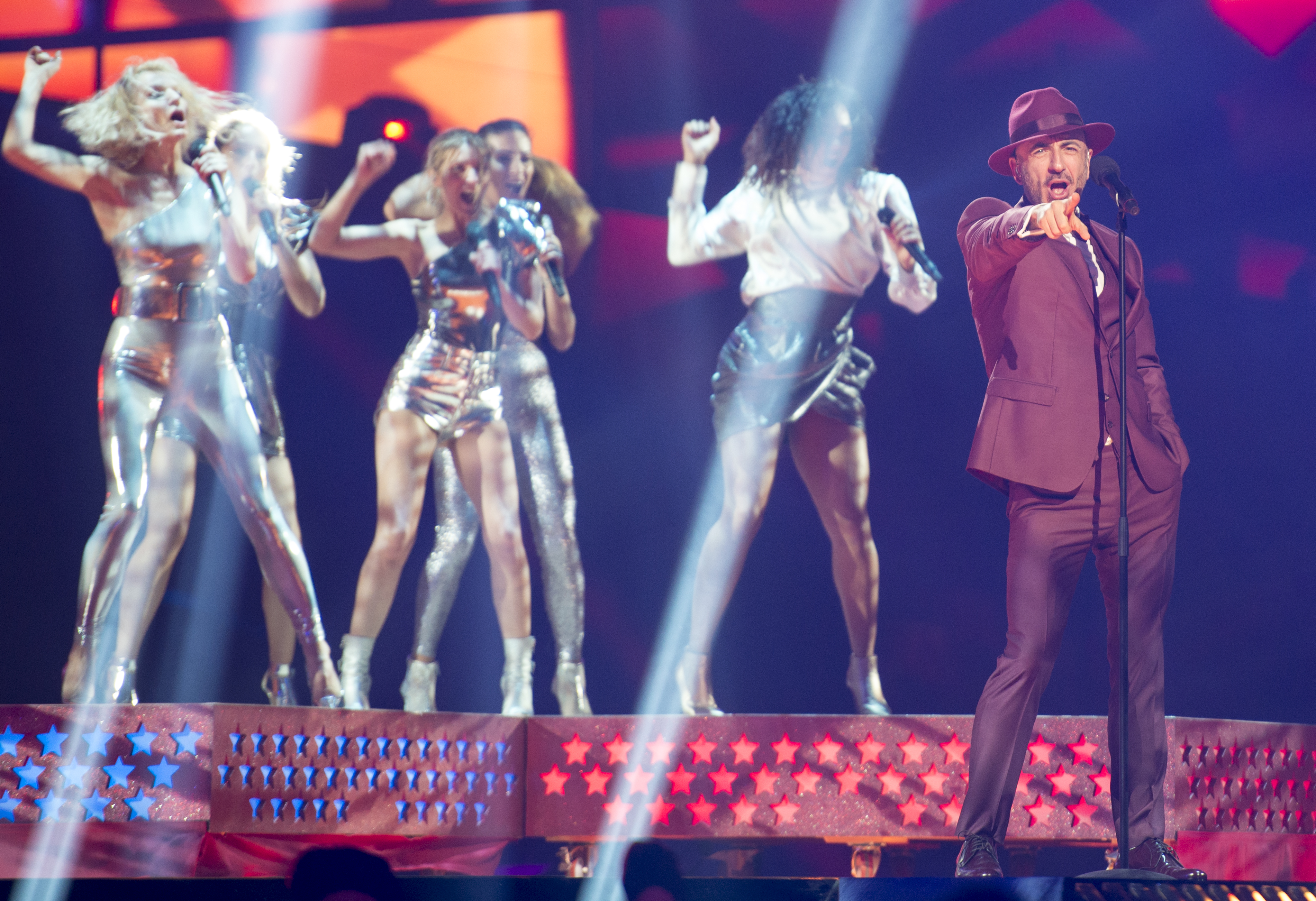
Serhat a Estocolm (2016)
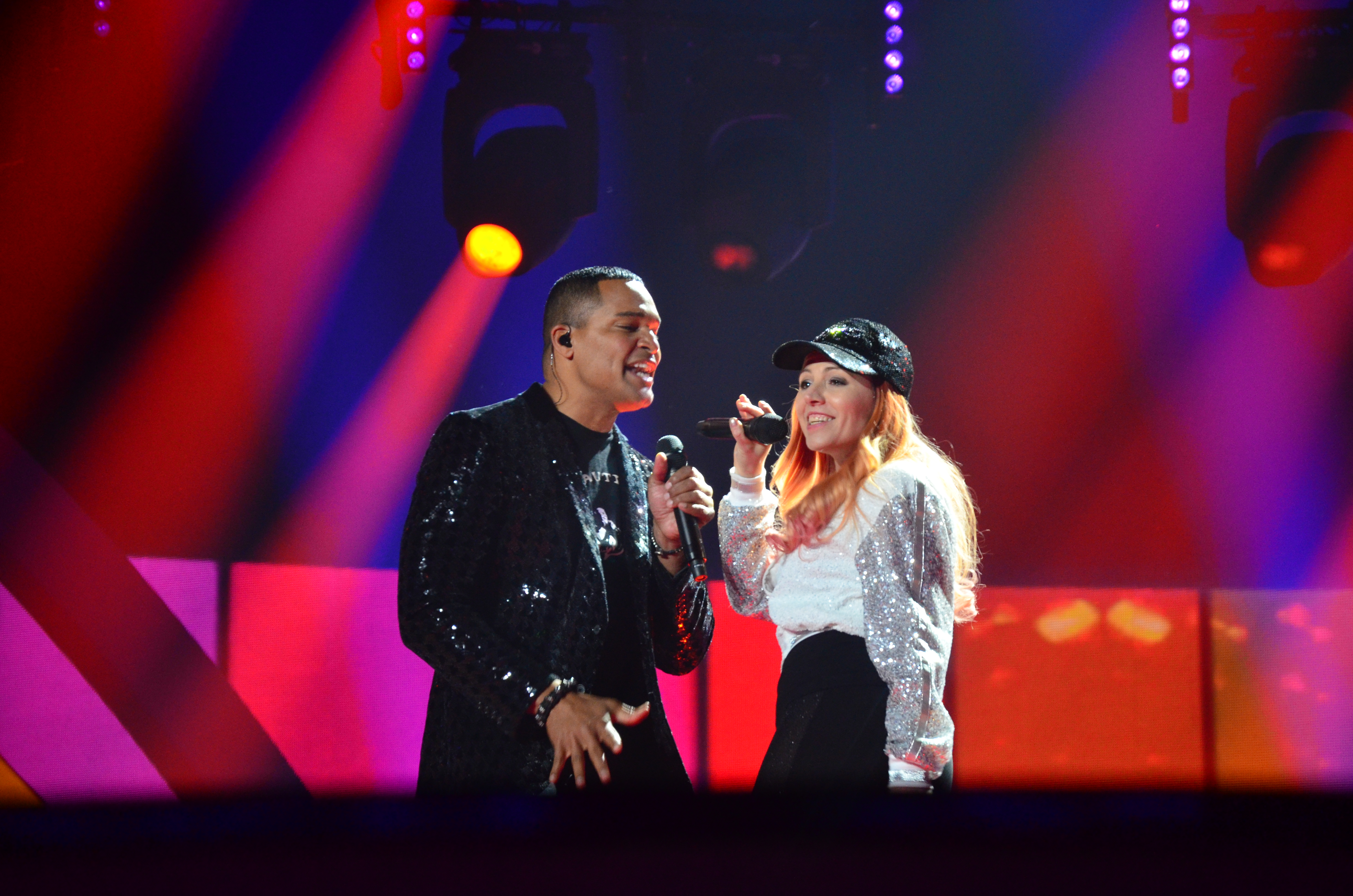
Valentina Monetta i Jimmie Wilson a Kíev (2017)
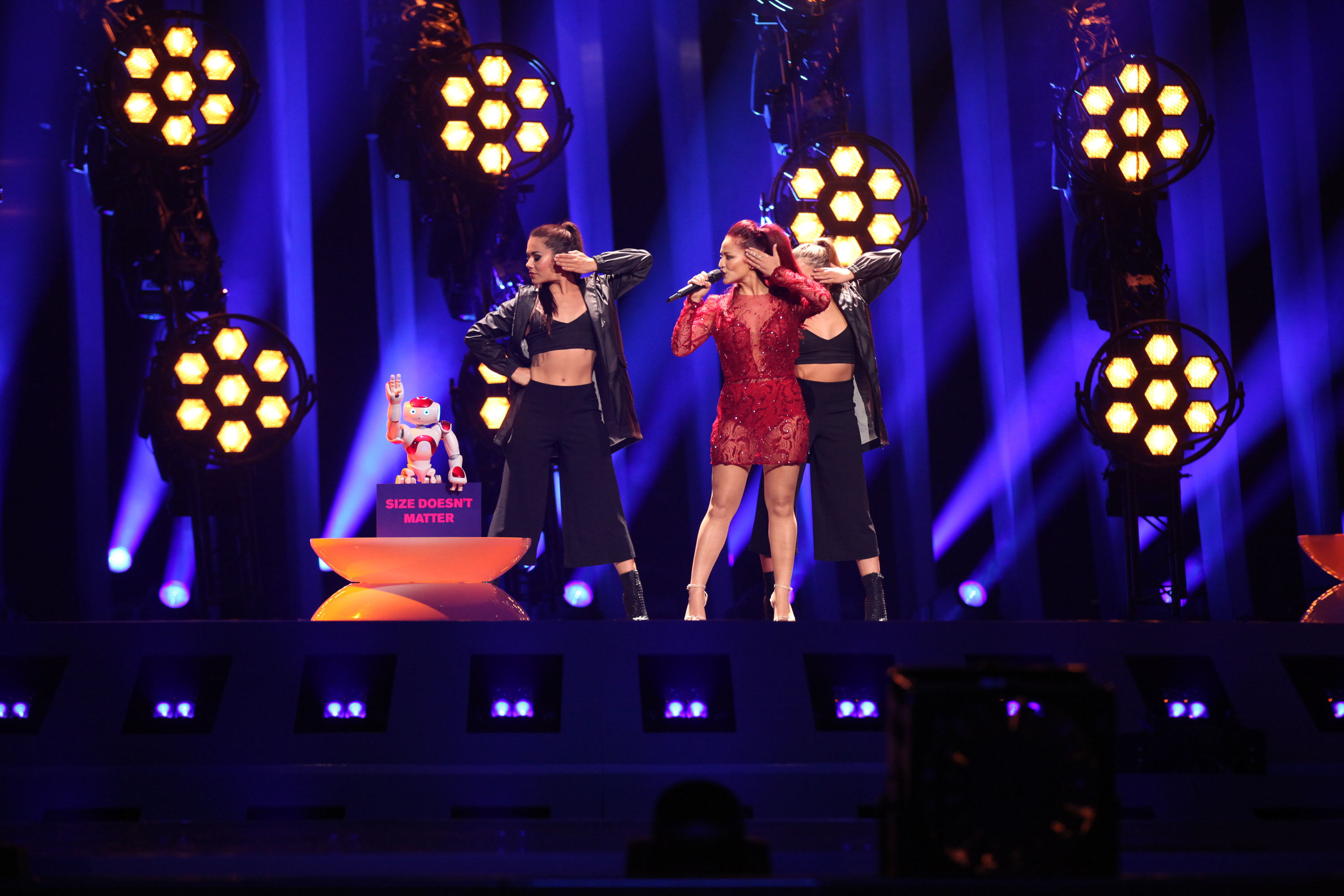
Jessika i Jenifer Brening a Lisboa (2018)
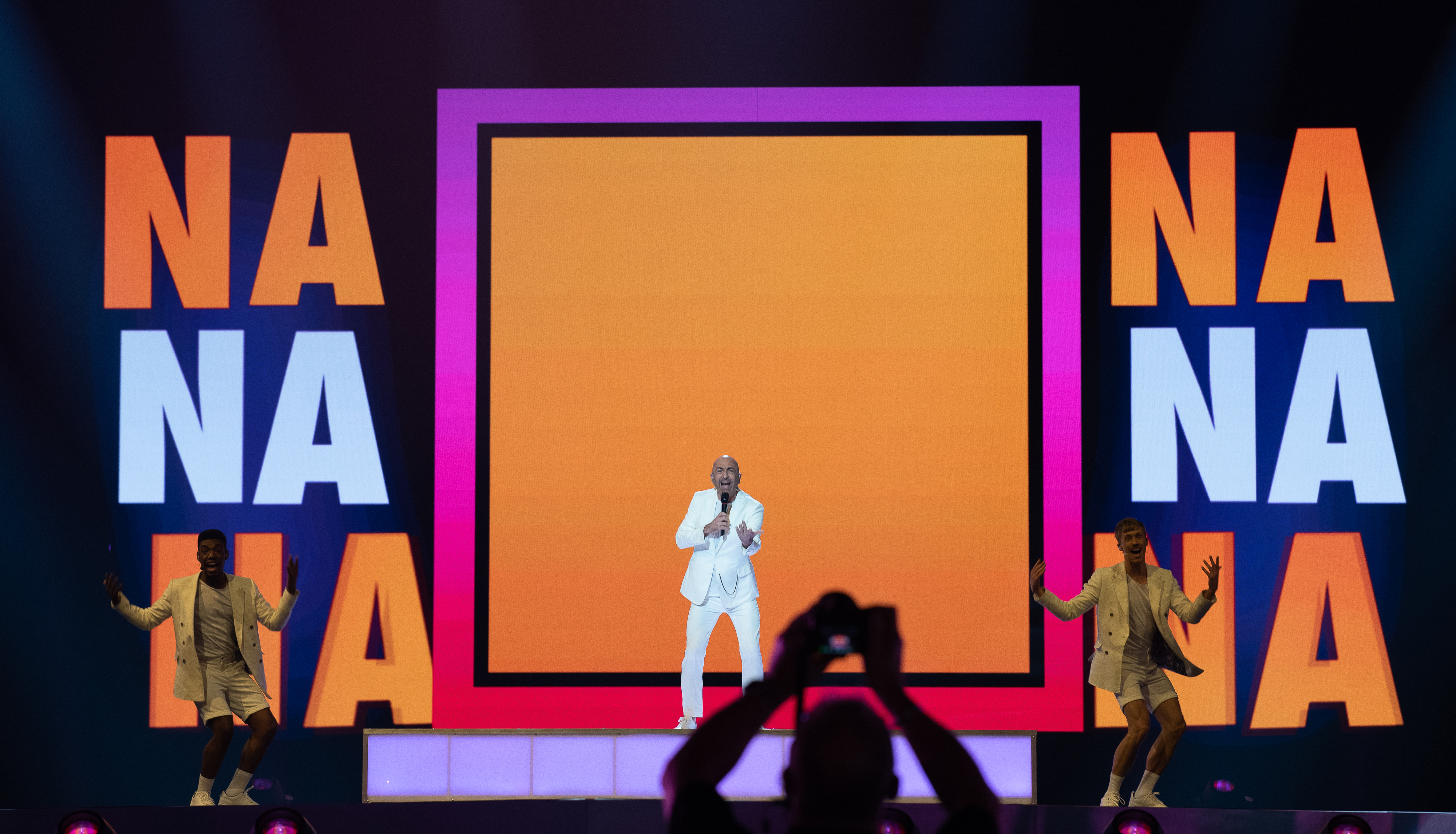
Serhat a Tel-Aviv (2019)